# Coxsackievirus
El coxsackievirus o virus Coxsackie (Coxsackievirus) és un virus de la família Picornaviridae i el gènere Enterovirus. Estan entre els patògens més importants dels humans i normalment es transmeten per la ruta fecal-oral. Els coxsackievirus comparteixen moltes característiques amb els poliovirus. Van ser descoberts el 1948-49 per Gilbert Dalldorf, que treballava pel Departament de la Salut dels Estats Units.
Són una de les causes principals de la meningitis asèptica.
Els coxsackievirus es divideixen entre els grups A i el B. Els A causen paràlisi flàccida amb miositis generalitzada, el grup B causa paràlisi espàstica per degeneració neuronal.